# بيت ميكيل
بيت ميكيل (بالإنجليزية: Pete Mickeal)‏ مواليد 22 فبراير 1978 في روك أيلاند، هو لاعب كرة سلة أمريكي. بدأ مسيرته الاحترافية في سنة 2000. تم اختياره من قبل فريق نيويورك نيكس خلال الدرافت. يلعب مع فريق أسوسيان ديبورتيفا أتيناس في دوري كرة السلة الوطني الأرجنتيني. يحمل الرقم 33. يبلغ طوله 6 قدم 6.5 بوصة (2.0 م). حقق المركز الأول في الألعاب الجامعية الصيفية 1999.

## المسيرة الاحترافية
لعب مع تي إن تي كاتروبا في سنة 2002، ثم لعب مع نادي دينامو موسكو لكرة السلة في سنة 2004، ثم لعب مع نادي ماكدونيكوس لكرة السلة في موسم 2004–2005، ثم لعب مع نادي بريوغان لكرة السلة في الدوري الإسباني في موسم 2005–2006، ثم لعب مع ساسكي باسكونيا من سنة 2007 إلى 2009، ثم لعب مع نادي برشلونة لكرة السلة في الدوري الإسباني من سنة 2009 إلى 2013.

## الميداليات
| الميدالية | المسابقة                      |
| --------- | ----------------------------- |
| ذهبية     | الألعاب الجامعية الصيفية 1999 |

## روابط خارجية
- بيت ميكيل على موقع الدوري الأوروبي لكرة السلة (الإنجليزية)
- بيت ميكيل على موقع سبورتس رفرنس (الإنجليزية)
- بيت ميكيل على موقع الدوري الإسباني لكرة السلة (الإسبانية)
- بيت ميكيل على موقع كرة السلة الأوروبية.كوم (الإنجليزية)
- بيت ميكيل على موقع كلية كرة السلة في سبورتس رفرنس.كوم (الإنجليزية)
- بيت ميكيل على موقع ريلجم (الإنجليزية)
- بيت ميكيل على موقع بروبوليرز (الإنجليزية)
- بيت ميكيل على موقع سبورتس رفرنس (الإنجليزية)